# Tor (brskalnik)
Tor (The onion router) je brezplačen spletni brskalnik seattleske organizacije The Tor Project. Temelji na brskalniku Mozilla Firefox. Njegov privzeti iskalnik je DuckDuckGo. 
Maja Vreča, sodelavka projektov Safe.si in Arnes, je glede anonimnosti v Tor povedala, da skrije uporabnika med uporabo, ne pa ob vstopu in izstopu.